# Distretto di Chau Phu
Il distretto di Chau Phu (vietnamita: Châu Phú) è un distretto vietnamita del Delta del Mekong, nella provincia di An Giang. 
Il distretto occupa una superficie di 426 km² e consta di 244 305 abitanti (dati 2003).. La capitale del distretto 
è Cai Dau.